# Montemayor de Pililla (kommun)
Montemayor de Pililla är en kommun i Spanien.   Den ligger i provinsen Provincia de Valladolid och regionen Kastilien och Leon, i den centrala delen av landet, 140 km nordväst om huvudstaden Madrid. Antalet invånare är 977. Arean är 59 kvadratkilometer.
Terrängen i Montemayor de Pililla är platt.